# Hemiphylacus
Genre
Hemiphylacus est un genre de plantes monocotylédones de la famille des Asparagaceae.
Selon Catalogue of Life (8 juin 2013), World Checklist of Selected Plant Families (WCSP) (8 juin 2013) et Tropicos (8 juin 2013) :
- Hemiphylacus alatostylus L.Hern. (1995)
- Hemiphylacus hintoniorum L.Hern. (1995)
- Hemiphylacus latifolius S.Watson (1883)
- Hemiphylacus mahindae L.Hern. (1995)
- Hemiphylacus novogalicianus L.Hern. (1995)

Selon NCBI (17 mai 2024) :
- Hemiphylacus alatostylus
- Hemiphylacus hintoniorum
- Hemiphylacus latifolius